# 国境警備群
国境警備群（こっきょうけいびぐん、ドイツ語：Grenzschutzgruppe、略称：GSG）は、ドイツの連邦国境警備隊にあった部隊編制単位。群は大佐を長に1,400人から2,050人の規模で構成され、国境警備隊の改革により連邦警察局の下に置かれた。指揮階梯上、国境警備群はドイツ連邦軍の連隊に相当する。
国境警備群の下には3個から4個の国境警備部隊を隷下におさめる。1976年7月1日に通し番号が与えられ、9個国境警備群が編成された。その後、国境警備群は6個に縮小再編され、通し番号からそれぞれ対応するアルファベットの頭文字表示に変更（Süd：南部、Mitte：中央、Nord：北部、Küste：沿岸、H：国境警備航空群（Grenzschutzfliegergruppe））されたが、第9国境警備群 (GSG-9)のみ変更されずに旧名称のまま留め置かれた。
1990年に国境警備群は「GSG-9」と改称された第9群を除いて解散された。